# Galleria Ferrari
Galleria Ferrari – muzeum samochodów sportowych marki Ferrari znajdujące się w Maranello we Włoszech, w odległości około 300 metrów od fabryki Ferrari.
W muzeum znajdują się nie tylko samochody, lecz także nagrody, zdjęcia, miniaturki samochodów (w tym kolekcja resoraków przedstawiająca wszystkie modele bolidów Formuły 1 firmy Ferrari) oraz inne samochody powiązane z włoskim przemysłem samochodów wyścigowych. Wystawa wprowadza też do innowacji technologicznych, z których część została przeniesiona z samochodów wyścigowych do modeli produkowanych seryjnie.
Muzeum zostało otwarte w lutym 1990, a dodatkowa część budynku została otwarta w październiku 2004. Całkowita powierzchnia muzeum wynosi obecnie 2500 m². Co roku Galerie Ferrari odwiedza około 180 000 gości.
Wiele samochodów Ferrari najbardziej znanych w całej historii marki znajduje się w muzeum. Na dolnym poziomie muzeum znajdują się najstarsze pojazdy, przekroje silników, bolidy Formuły 1 oraz scena przedstawiająca boks serwisowy Formuły 1, a na górnym poziomie najnowsze modele.

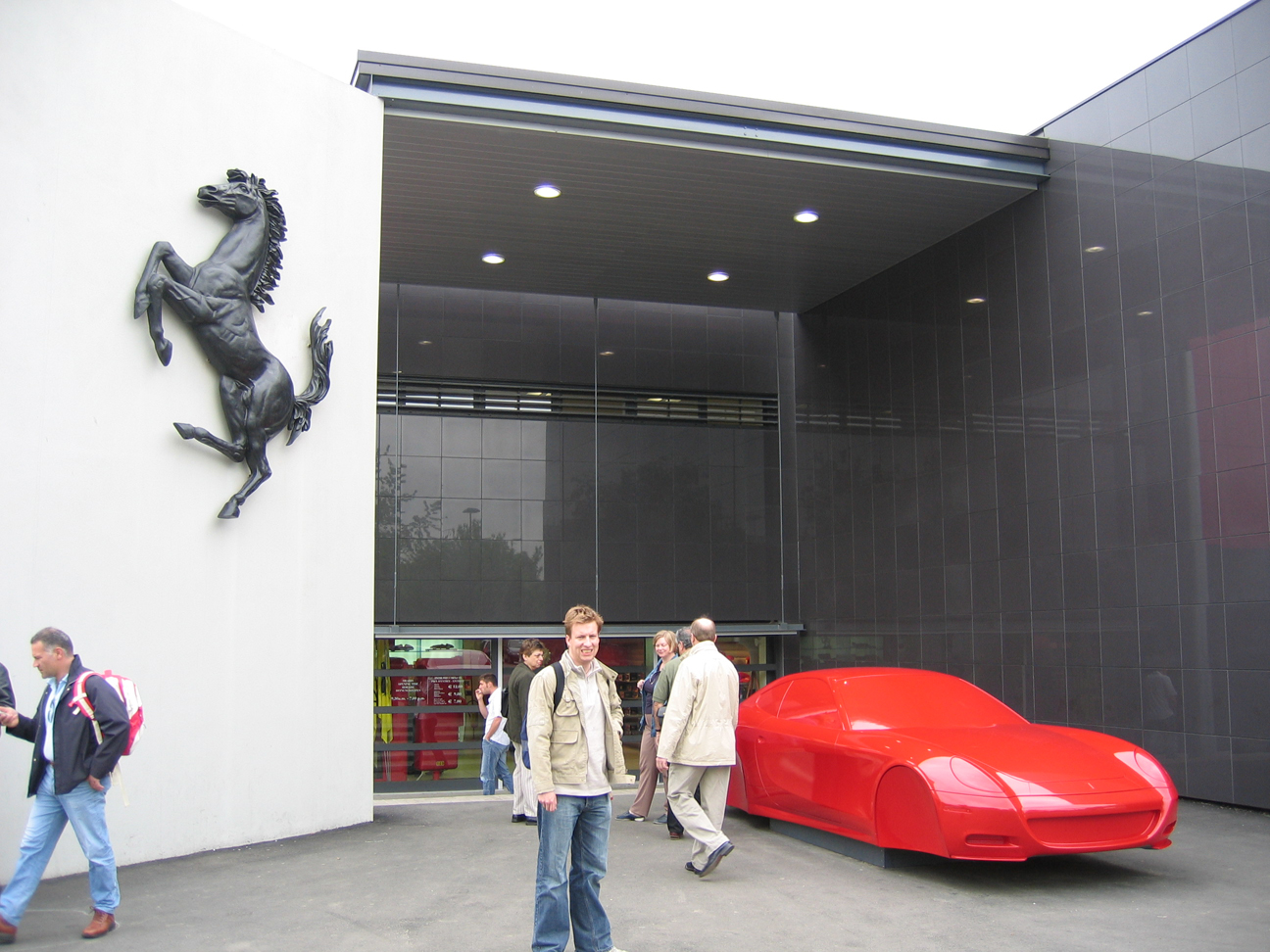
Wejście do Gallerii Ferrari
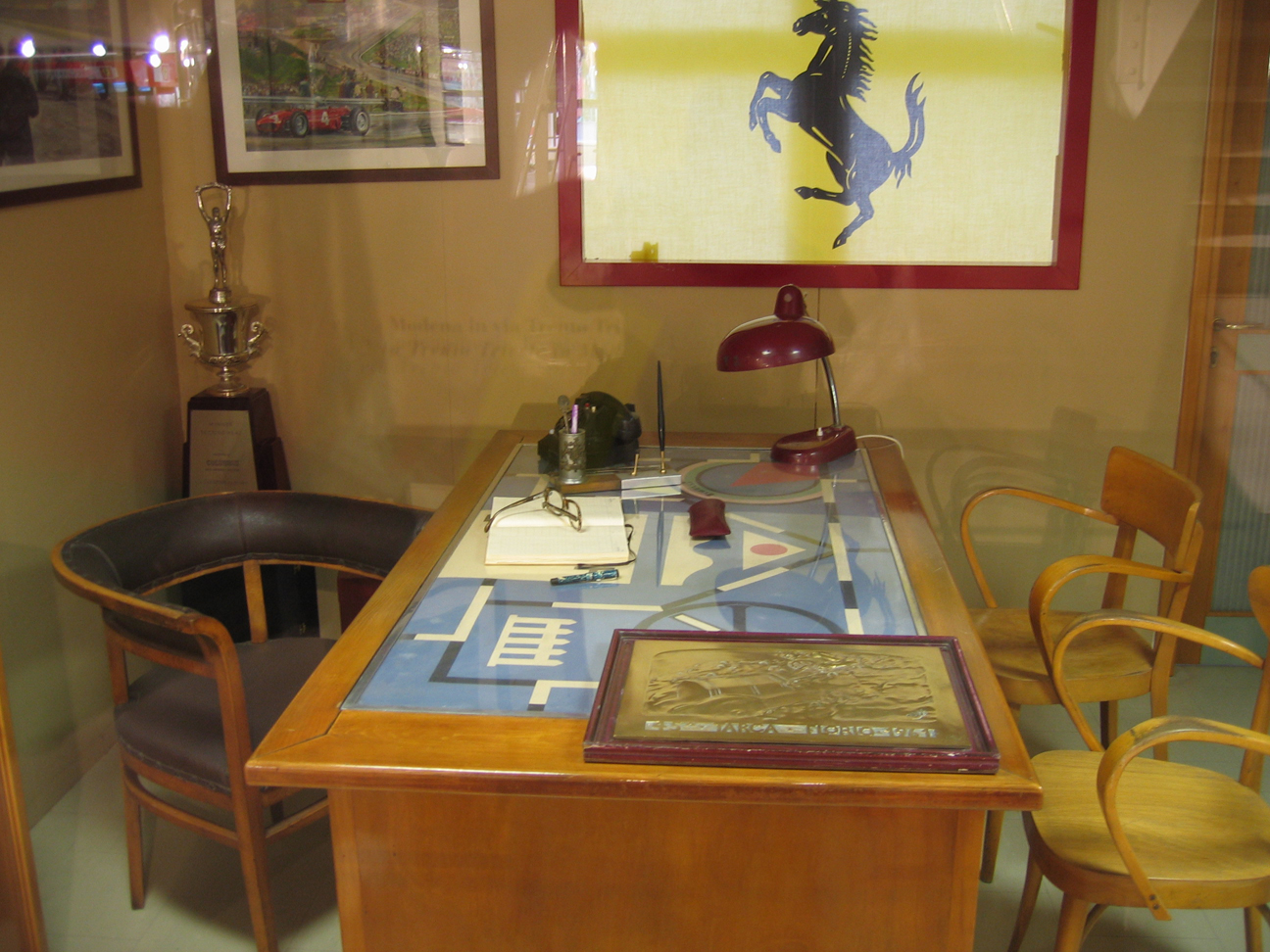
Makieta biura Enzo Ferrari
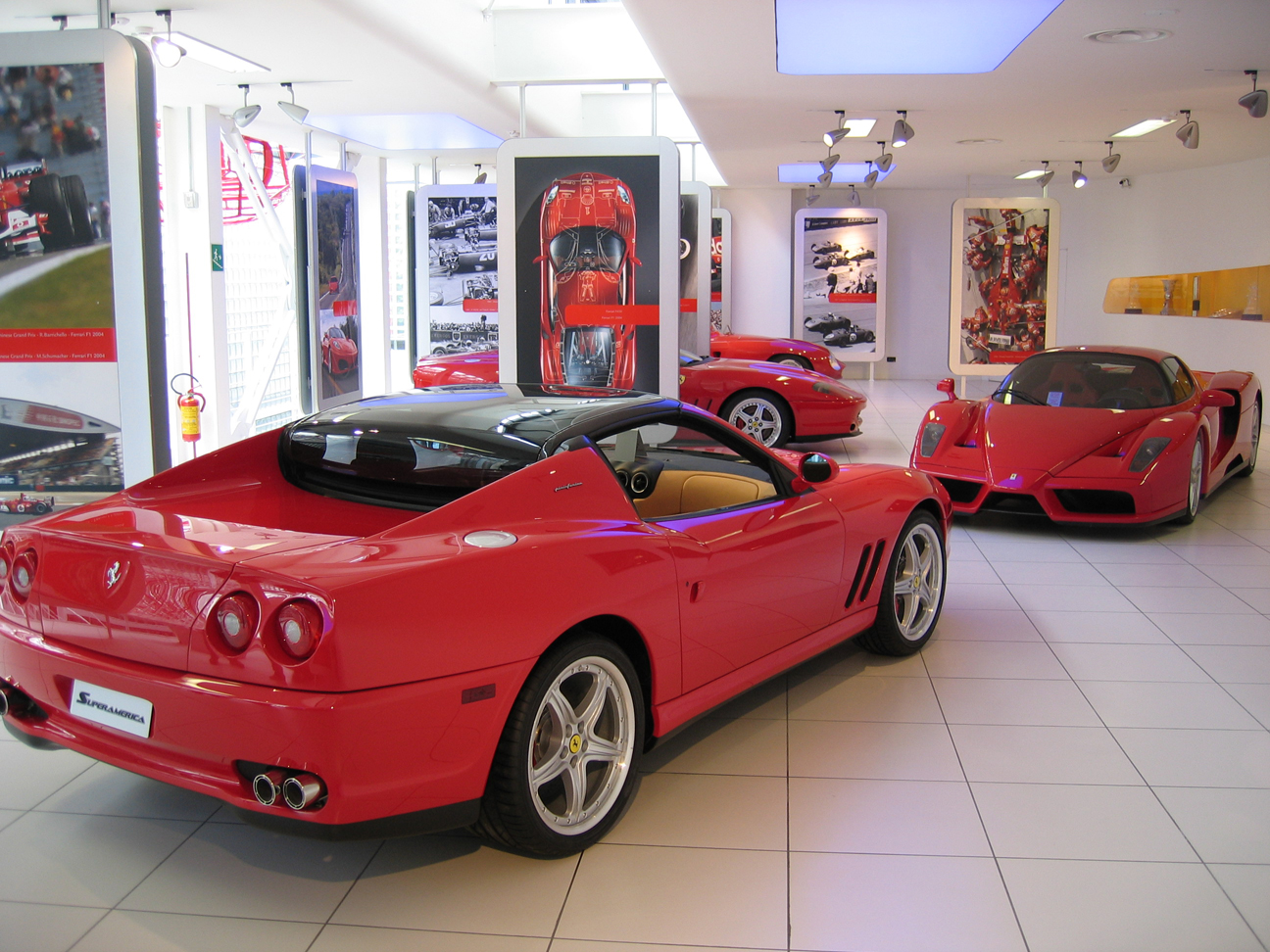
Samochody znajdujące się na pierwszym piętrze
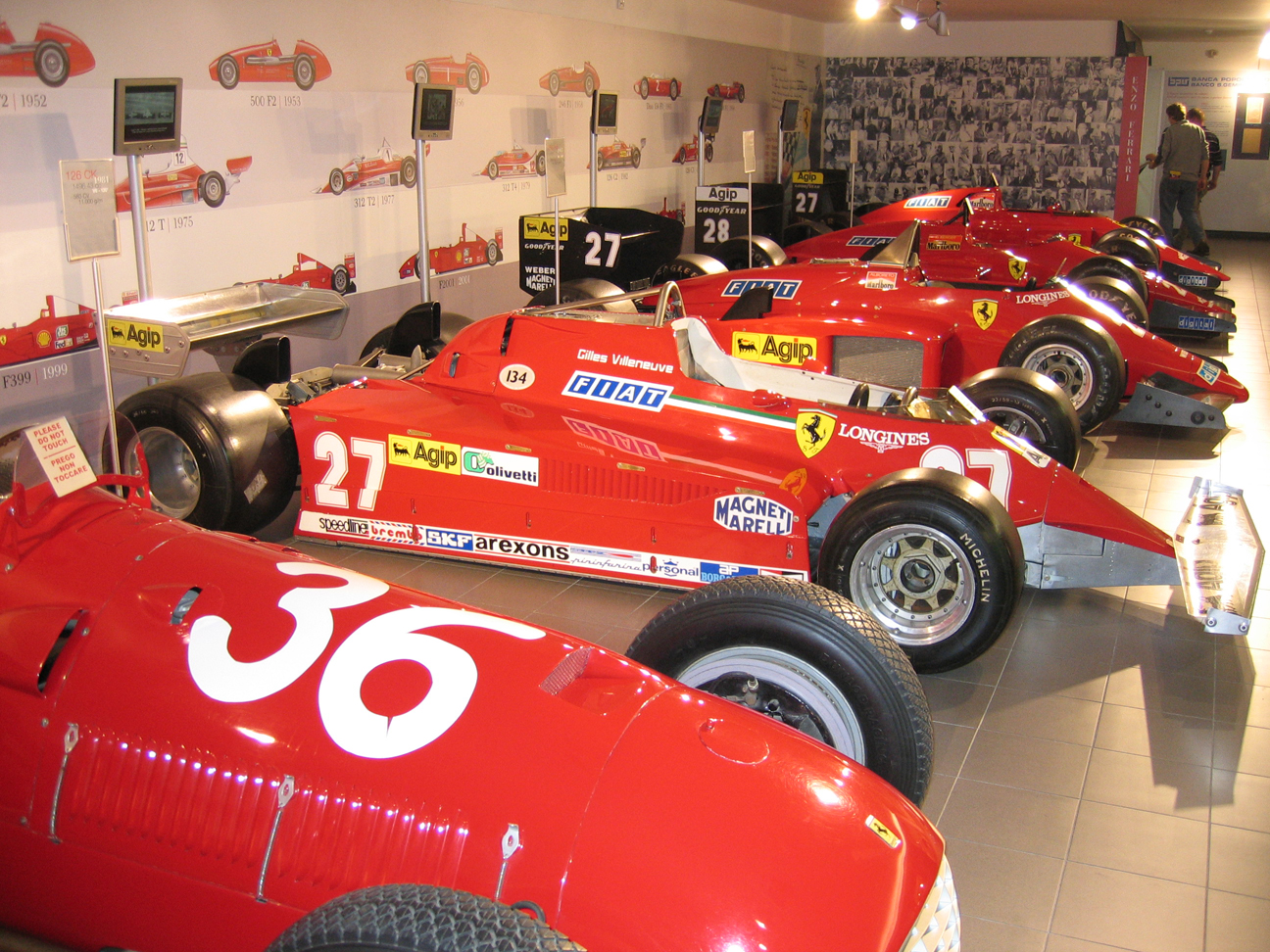
Samochody Formuły 1